# Naruto: Rise of a Ninja
Naruto: Rise of a Ninja — цел-шейдерная видеоигра для платформы Xbox 360, разработанная Ubisoft Montreal и выпущенная 30 октября 2007 года. Это первая игра по мотивам популярной японской серии манги и аниме «Наруто», созданная не в Японии. Она основана на официальном английском дублированном переводе аниме, хотя Ubisoft также выпустила бесплатный патч с японским озвучиванием, которое можно переключить в процессе игры, сохранив при этом английские субтитры. 18 ноября 2008 года был выпущен сиквел игры — Naruto: The Broken Bond.

## Игровой процесс
В игре представлено два основных режима: файтинг и RPG, в котором игрок выполняет различные миссии для жителей деревни Коноха. Прохождение в режиме истории, охватывающее сюжет аниме и манги «Наруто» с начала до сюжетной арки «Вторжение в Селение Листвы», представляет собой комбинацию из этих двух режимов — сражения один на один чередуются с выполнением миссий.
Через Xbox Live можно играть в онлайне — в многопользовательском режиме, который носит название «The Forest of Death» (с англ. — «Лес смерти»). Выбирая персонажа, игрок сражается с соперниками и таким образом повышает свой ранг, поднимаясь по турнирной таблице. Целью игры является набор достаточного количества очков, чтобы пройти экзамен на звание тюнина.

## Персонажи
- Наруто Удзумаки
- Саскэ Утиха
- Какаси Хатакэ
- Ирука Умино[5]
- Сакура Харуно
- Гаара
- Хаку
- Дзабудза Момоти
- Оротимару
- Киба Инудзука
- Рок Ли
- Нэдзи Хюга

Игровой процесс Naruto: Rise of a Ninja: прохождение за Наруто Удзумаки в режиме истории (RPG).

Следующие персонажи бесплатно доступны для скачивания: Сикамару Нара, Тёдзи Акимити, Тэмари, Третий Хокагэ и Дзирайя. Скачивание Сикамару поначалу заставляло игру «зависать» при загрузке и отключало действие японского патча. Впоследствии эта проблема была решена.

## Отзывы
| Сводный рейтинг | Сводный рейтинг |
| Агрегатор       | Оценка          |
| --------------- | --------------- |
| GameRankings    | 77,96 %         |